# Šotokan karate
Shotokan je najraširenija i najpopularnija škola karatea u svijetu. Doslovan prijevod riječi "Shotokan" je "tigrova kuća". Školu Shotokan karatea je smislio Gichin Funakoshi i proširio ga po Japanu. U njemu ima ukupno 27 kata. Namijenjen je više sportskoj borbi ali isto tako je dobar za samoobranu. Za razliku od 
Kyokushin karatea, u Shotokan stilu se ne prakticiraju direktni udarci u tijelo, nego se ruka ili noga zaustavi, tako da bi se spriječile eventualne ozljede protivnika. U kumiteu (borbi) se dozvoljavaju udarci u donji dio tijela (iznad pojasa), ali udarci u glavu nisu dozvoljeni. Od kata, postoje "prijelazne"- predučenička i predmajstorska, učeničke i majstorske. 
Prva kata koja se uči je predučenička, Teki Yoko Shodan. 
Nakon nje slijedi 5 učeničkih:
- Heian Shodan
- Heian Nidan
- Heian Sandan
- Heian Yondan i
- Heian Godan

Nakon 5 učeničkih uči se predmajstorska kata, Tekki Shodan. Postoji 20 majstorskih kata.                                                                   
Shotokan je postao popularan kad je jedan znanstvenik upitao vojnike iz Okinawe zašto su tako fizički spremni oni su odgovorili da treniraju borilačku vještinu Te a poslije je dobila naziv karate pa stil Shotokan.